# روبرت فوکس
روبرت فوکس (به آلمانی: Robert Fuchs) (۱۱ مه ۱۸۹۵ – ۱۵ ژانویه ۱۹۷۷) نظامی بلندپایه آلمان در دوره رایش سوم و از خلبانان لوفت‌وافه بود.

## زندگی‌نامه
روبرت فوکس روز ۱۱ مه سال ۱۸۹۵ زاده شد. در جریان جنگ جهانی اول افسر پیاده‌نظام بود. با پایان جنگ در نیروهای مسلح باقی ماند. پس از تحصیل در رشته مهندس هوایی با درجه سروانی به لوفت‌وافه منتقل گشت. فوکس مدتی را در وزارت هوانوردی رایش و دانشکده فنی هوانوردی خدمت کرد. سال ۱۹۳۵ فرمانده یک اسکادران در گروه جنگنده فینستروالده شد. سال بعد به درجه سرگردی ترفیع یافت و فرمانده گروه ۳ از جناح ۱۵۳ بمب‌افکن شد. سال ۱۹۳۷ به درجه سرهنگ دومی نائل آمد و سال بعد به لژیون کندور پیوست. فوکس اوایل سال ۱۹۳۹ به وزارت هوانوردی رایش بازگشت. در پی آغاز جنگ جهانی دوم، اواخر ماه سپتامبر سال ۱۹۳۹ به فرماندهی جناح ۲۶ بمب‌افکن منصوب گشت. جناح تحت امر فوکس فعالیت زیادی در آب‌های حوالی بریتاینا و دریای شمال داشت. این جناح به حدود ۲۰۰ کشتی دشمن حمله کرد و موجب غرق شدن ۴۶ فروند از آن‌ها با مجموع تناژ حدود ۷۰ هزار تن شد. بدین جهت و مخصوصاً به خاطر مشارکت در حمله به اسکاپا فلو، فوکس به عنوان نخستین افسر عملیاتی لوفت‌وافه، روز ۱۶ مارس سال ۱۹۴۰ مفتخر به دریافت نشان صلیب شوالیه صلیب آهنین گردید. به جهت سن بالا مدتی در میانه ماه اکتبر فرماندهی جناح را به سرهنگ دوم کارل فرایهر فون وخمار سپرد اما با کشته شدن او در روز ۱۹ نوامبر، مجدداً به فرماندهی جناح بازگشت. ماه بعد مجدداً فرماندهی جناح را ترک و به شکل موقت بازنشسته شد. فوکس سال ۱۹۴۲ به خدمت فعال بازگشت و تعدادی یگان زمینی را فرماندهی نمود. جنگ را با درجه سرتیپی به پایان رساند. سرتیپ روبرت فوکس روز ۱۵ ژانویه سال ۱۹۷۷ درگذشت.

## کتابشناسی
- Goss, Chriss (2018). Knights of the Battle of Britain: Luftwaffe Aircrew Awarded the Knight's Cross in 1940. Barnsley, Pen & Swords Books.